# Madeley (Staffordshire)
Madeley is een civil parish in het bestuurlijke gebied Newcastle-under-Lyme, in het Engelse graafschap Staffordshire met 4.386 inwoners.